# Mézères
Mézères – miejscowość i gmina we Francji, w regionie Owernia-Rodan-Alpy, w departamencie Górna Loara.
Według danych na rok 1990 gminę zamieszkiwało 101 osób, a gęstość zaludnienia wynosiła 12 osób/km² (wśród 1310 gmin Owernii Mézères plasuje się na 742. miejscu pod względem liczby ludności, natomiast pod względem powierzchni na miejscu 871.).